# Chafariz das Bravas
O Chafariz das Bravas situa-se na Avenida Túlio Espanca na freguesia da Malagueira em Évora.
Este chafariz foi construído em 1497 pelo Senado Eborense, estando integrado na rede de águas construída nas principais entradas da cidade.
Em 1528, D. João III  entregou uma  empreitada de melhoramento aos pedreiros Lourenço Luís e Domingos Rodrigues;